# Palais présidentiel de Nouakchott
Le palais présidentiel mauritanien est le siège et le lieu de vie du président de la Mauritanie. Le palais est situé dans la capitale Nouakchott, dans le centre ville. Le palais, construit par une entreprise chinoise, est le monument le plus important de la capitale. 
Établi dans un quartier où se trouvent des ambassades, des institutions publiques, des banques et de grands hôtels, le palais est entouré de vastes jardins artificiels.

## Histoire
La décision de faire de Nouakchott la capitale de la Mauritanie n'a été prise qu'en 1957, trois ans avant l'indépendance. Auparavant, le territoire était administré à partir de Saint-Louis, au nord du Sénégal ; Nouakchott n'était qu'un village de 500 habitants, avec un poste militaire français. Au moment de la proclamation de l'indépendance, le 28 novembre 1960, la construction de la ville est commencée, mais largement inachevée ; elle n'accueille que 8 000 habitants. Il n'y a pas encore de palais pour accueillir le premier président du pays Moktar Ould Daddah.
À proximité immédiate de l'actuel palais présidentiel, on peut voir la première pierre marquant la fondation symbolique de la ville (5 mars 1958), le hangar dans lequel a été proclamée l'indépendance (28 novembre 1960) et le premier palais présidentiel.
Dans les années 1980, le pays se rapproche de la Russie et de la Chine. La Chine finance et construit d'importantes infrastructures à Nouakchott : le port en eau profonde (1986), la centrale électrique, des routes, ainsi que le nouveau palais présidentiel.